# Sid Gillman
Sidney Gillman, detto Sid (Minneapolis, 26 ottobre 1911 – Carlsbad, 3 gennaio 2003), è stato un allenatore di football americano statunitense.
È stato inserito nella Pro Football Hall of Fame nel 1986.

## Carriera professionistica
Gillman fu un giocatore, un allenatore, un dirigente e un innovatore del football americano. L'insistenza di Gillman nell'utilizzare il gioco sui passaggi su tutta l'ampiezza del campo, invece di utilizzare passaggi corti per i running back o i wide receiver ai lati della linea di scrimmage, influenzò pesantemente il football rendendolo ciò che è oggi.
Gillman giocò a football alla Ohio State University dal 1931 al 1933. Giocò come professionista per una stagione nel 1936 coi Cleveland Rams della American Football League. Dopo essere stato assistente allenatore a Ohio State dal 1938 al 1940, Gillman fu capo-allenatore della Miami University dal 1944 al 1947 e della University of Cincinnati dal 1949 dal 1954, con un record complessivo nel college football di 81–19–2. Si spostò poi nel football professionistico, allenando i Los Angeles Rams nella NFL(1955–1959) e i San Diego Chargers prima nella (1960–1969) e poi nella NFL Chargers (1971). L'ultima esperienza della sua carriera fu con gli Houston Oilers (1973–1974), con un record totale di 123–104–7 nella National Football League e nell'American Football League. Nel 1963, Gillman vinse il campionato AFL con i San Diego Chargers, l'unico titolo della storia della franchigia. Gillman fu inserito nella Pro Football Hall of Fame nel 1983 e nella College Football Hall of Fame nel 1989, l'unico allenatore della storia del football a ricevere entrambi questi onori.

## Palmarès
- Campionato AFL: 1

San Diego Chargers: 1963
- Pro Football Hall of Fame (classe del 1986)
- College Football Hall of Fame